# Augusteum di Fano
L'Augusteum di Fanum Fortunae è un tempio romano di età imperiale, dedicato al culto dell'imperatore Claudio, sito nel centro storico della città di Fano.

## Origine del nome e autore
"Augusteum" è il termine con cui venivano chiamati i templi dedicati al culto dell'imperatore (definito, appunto, Augustus). L'Augusteum  dunque era un edificio tipico in tutto l'impero, nonostante assuma nomi diversi nelle diverse province (ad esempio "Sebasteion" nella provincia dell'Acaia); inoltre gli Augusteum vennero edificati durante tutta l’età imperiale di Roma, perciò dal 27 a.C. fino al 284 d.C. (periodo della tetrarchia e successiva divisione del territorio romano). 
Per quanto riguarda l'autore invece non ci sono notizie certe: Vitruvio cita l'Augusteum di Fano nel suo de Architectura ed è uno dei possibili architetti della struttura: nonostante ciò, egli non si pone affatto come autore del tempio, e le incertezze sulla datazione lasciano aperte varie ipotesi.

## Storia
Al suo complesso appartengono il tempio di Claudio e un ampio quadriportico, entrambi riccamente decorati e ricostruibili quasi interamente nonostante la frammentarietà dei reperti ritrovati. L'Augusteum ha vissuto una storia particolarmente travagliata, della quale si possono identificare tre fasi principali:

### Età Imperiale

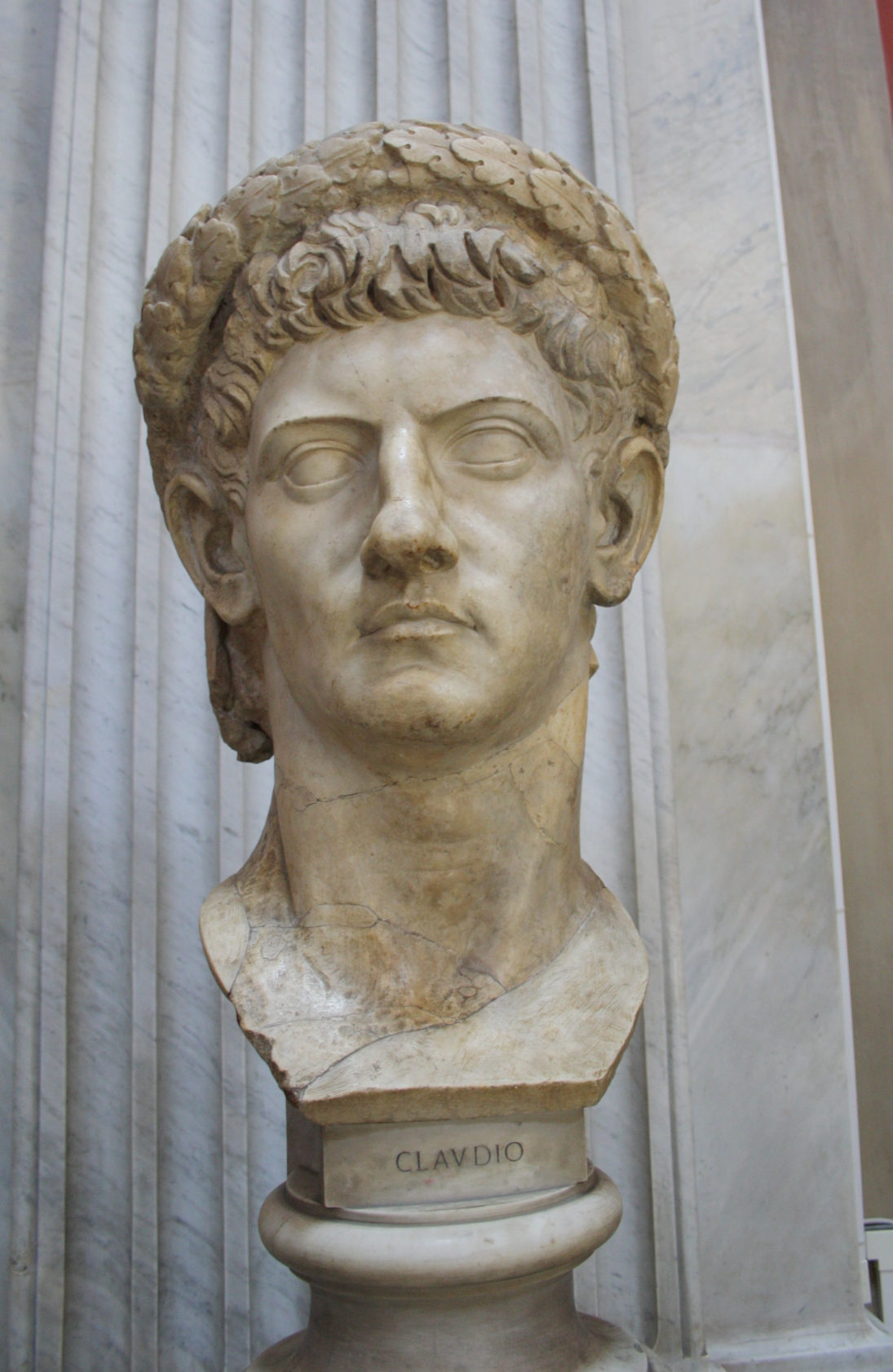
Busto dell'imperatore Claudio, Museo Pio-Clementino

Il complesso venne edificato a cavallo tra il I secolo a.C. e il I secolo d.C., ma vive il suo splendore durante il governo dell'imperatore Claudio (al potere dal 41 al 54 d.C.), al culto del quale era dedicato. La sua storia aleggia comunque in un alone di incertezze, dovute alla mancanza di fonti scritte e alla frammentarietà dei reperti.

### Medioevo ed età Moderna
In età Medievale l'Augusteum venne convertito in un monastero di San Filippo; questo portò ad un momentaneo periodo di oblio per il complesso, che subì numerosi danni causati dal tempo e dalla nuova funzione dedicata all'area, sopra la quale vennero edificate le celle dei monaci e delle monache. Nei secoli seguenti la struttura venne abbandonata (si legge "lasciato testè libero dalle monache che lo abitavano" su una carta del comune di Fano del 1890), portando ad un ancora peggiore deterioramento delle sue condizioni.

### Riscoperta
Solo verso la fine del XIX secolo si riscoprì finalmente la struttura ormai sepolta: nel 1899, iniziati gli scavi per le fondamenta della scuola Luigi Rossi, vennero alla luce i resti del monastero; da qui in poi furono finanziati degli scavi archeologici paralleli a quelli edili, con notevoli risultati: vennero trovati i basamenti delle colonne del quadriportico, parte della pavimentazione e delle mura; inoltre vennero trovati numerosissimi frammenti scultorei decorativi, e la statua di Claudio stesso, conservata oggi alla Pinacoteca Malatestiana. Gli scavi archeologici terminarono nel 1902 (anche se ve ne furono altri piuttosto sporadici fino al 1906) e la struttura, comprendente i resti dell'Augustem e del monastero, rimase nel seminterrato dell'istituto, sia per via dell'inadeguatezza delle istituzioni, sia per via di altre scoperte in zone più centrali della penisola, che ridussero l'interesse per quest'ultima.
La grande riscoperta dell'Augusteum avvenne però soltanto nel 2006, anno in cui la scuola Luigi Rossi venne spostata per lasciar spazio alla Mediateca Montanari: con i nuovi lavori di edilizia, necessari per trasformare l'ex scuola nella mediateca odierna, vennero riaperti gli scavi, finanziati da Montanari stesso. Questi scavi, conclusi nel 2008, permisero la scoperta di nuove aree legate sia alla struttura altomedievale sia alla struttura Romana, oltre ad una più minuziosa catalogazione di tutti i reperti.

## Apparato decorativo
Sia dal punto di vista qualitativo sia da quello quantitativo, il sito dell'Augusteum è senza dubbio straordinario: infatti i frammenti architettonici sono estremamente vari per materiale (diversi tipi di pietre e marmi) e per lavorazione; per quanto riguarda la quantità, vi furono ritrovati oltre 500 elementi architettonici decorati e lastre. Tuttavia, a causa del fenomeno della spoliazione, molti elementi possono essere stati spostati e riutilizzati o, viceversa, essere stati trovati presso l'Augusteum ma appartenere ad altre strutture. Inoltre è completamente impossibile ricostruire l'esatta ubicazione di tali elementi all'interno del complesso, come, ad esempio, la reale disposizione delle statue all'interno della cella.

### Quadriportico
Il quadriportico, struttura forse antecedente al tempio, consiste in un lungo portico posto dietro la cella del tempio, formato originariamente da 4 lati, di cui 3 sono ancora oggi visibili grazie ai basamenti delle colonne ritrovate. I capitelli (la maggior parte dei quali sono in buone condizioni e si trovano nell'ubicazione originaria) appartengono all'ordine dorico; il soffitto era spiovente e rivolto verso il centro della piazza; anche se non paragonabile a quella del tempio, l'altezza del quadriportico era senza dubbio notevole, conferendo all'intero complesso un aspetto imponente. 

### Tempio di Claudio
Il tempio era una struttura a base rettangolare, di notevole altezza e con un portico tetrastilo, le cui colonne dovevano essere di ordine corinzio, ipotesi sostenuta da alcuni frammenti e dal periodo di costruzione. L'entrata che segnava il passaggio dal portico alla sala interna era senza dubbio di dimensioni monumentali, il cui contorno era decorato con un motivo vegetale, come si evince da frammenti ben conservati.
La cella conteneva vari podi, sui quali si ergevano numerose statue raffiguranti Claudio o suoi famigliari, ma non ci è possibile ricostruire l'esatta collocazione dei vari elementi scultorei; di certo si sa che la statua dell'imperatore si era ubicata sul podio centrale, posto di fronte all'entrata; l'altra statua ritrovata nei pressi della cella è ritenuta raffigurare il figlio di Claudio, Britannico.
La pavimentazione della sala centrale era composta da larghe lastre marmoree rettangolari disposte in modo sfalsato, monocromatica e con una disposizione semplice e lineare, tipica degli edifici pubblici. Anche le pareti interne della sala erano rivestite in marmo, così come la maggior parte delle mura esterne.

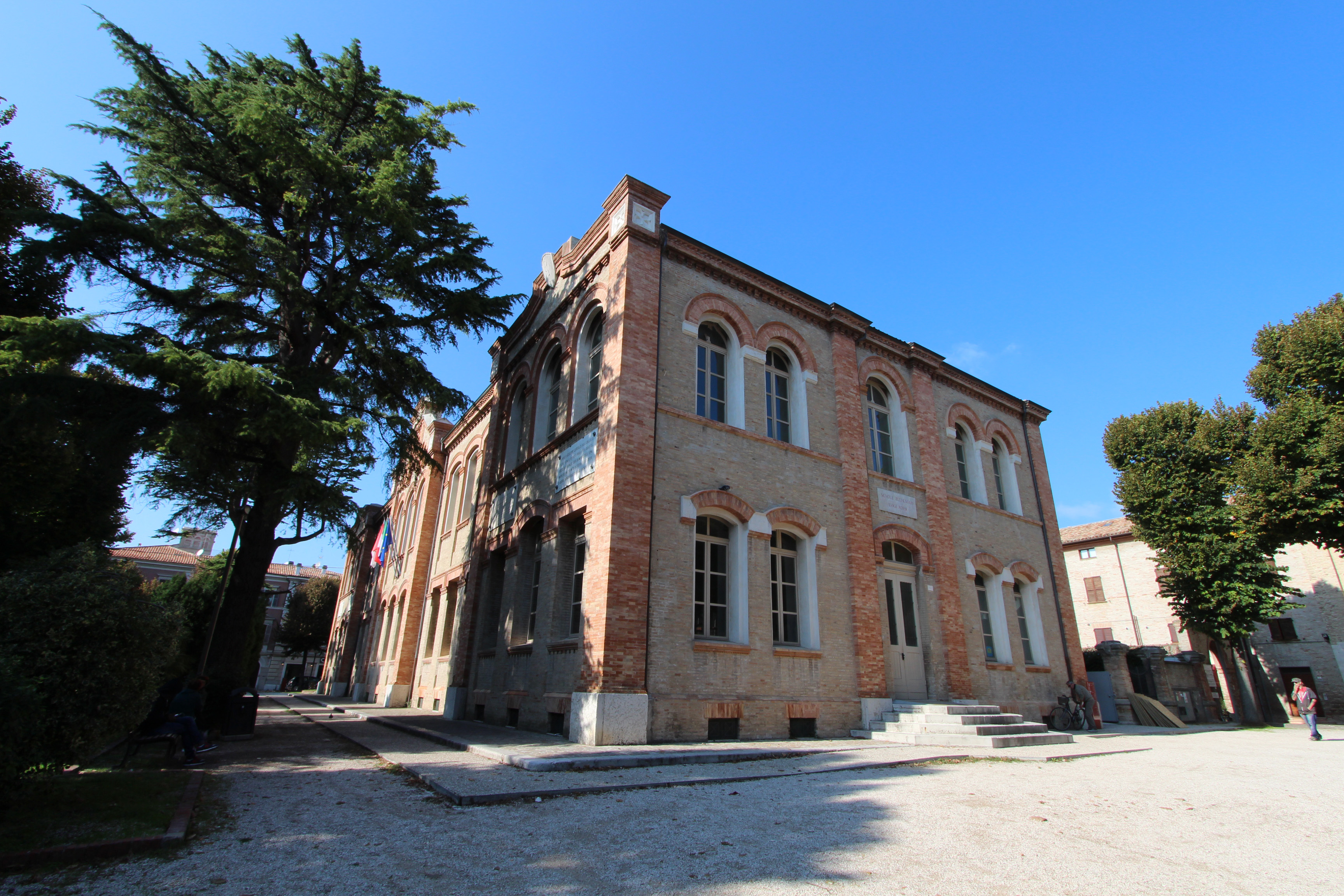
Struttura odierna della Mediateca Montanari

## Funzione e ubicazione
Il tempio di Claudio aveva la funzione di celebrare la figura dell'imperatore, culto diffuso già dal dominio di Ottaviano Augusto; vi sono varie ipotesi sulla funzione originaria del quadriportico, ad esempio che appartenesse ad un complesso termale o fosse una palestra, ma poche sostenute da vere e proprie prove tangibili.
L'Augusteum, situato al di sotto della Mediateca Montanari, occupa una posizione centrale nella città di Fano, all'incrocio tra le due vie principali del centro storico (via Arco d'Augusto e corso Matteotti); tale posizione era estremamente centrale già in epoca romana, vista la corrispondenza di via Arco d'Augusto con il decumano massimo di Fanum Fortunae.